# From Under the Cork Tree
From Under the Cork Tree — второй студийный альбом американской рок-группы Fall Out Boy, вышедший в 2005 году на лейбле Island Records. Музыка была написана ведущим вокалистом и гитаристом Патриком Стампом, а все тексты — басистом Питом Венцем, как и в дебютном альбоме Take This to Your Grave (2003). Нил Аврон выполнял организационные обязанности. Комментируя лирические темы альбома, Венц сказал, что тексты песен — о «тревоге и депрессии, которые сопровождают взгляд на собственную жизнь». В поддержку релиза группа гастролировала по всему миру и выступала на различных музыкальных фестивалях. Для тура Black Clouds и Underdogs альбом был переиздан как From Under the Cork Tree (Limited «Black Clouds and Underdogs» Edition), с новыми композициями и ремиксами.
Альбом стал прорывным успехом Fall Out Boy. Возглавляемый ведущим синглом «Sugar, We’re Goin Down», альбом дебютировал под номером 9 в американском Billboard 200 (со 168 000 продаж в первую неделю), на которой он оставался в течение двух недель подряд, став первым альбомом группы, попавшем в топ-10 и наиболее долго остававшемся в чарте, а также самым продаваемым альбомом. Он находился 14 недель в первой двадцатке, а всего в чарте — 78 недель. Альбом, а также его синглы завоевали несколько наград и достигли мультиплатинового статуса. Всего было продано более 2,5 миллионов единиц в Соединённых Штатах и более семи миллионов по всему миру. Альбом выпустил два чрезвычайно популярных хит-сингла, «Sugar, We’re Goin Down» и «Dance, Dance», которые достигли пика на 8-й и 9-й позициях в Billboard Hot 100 соответственно, получая регулярную ротацию на радио, как на поп-, так и на альтернативных станциях. В 2005 году альбом занял 18-е место в «Топ-100 самых продаваемых альбомов года в США» и 43-е место в списке IFPI «50 самых продаваемых альбомов 2005 года» по всему миру (большей частью в Великобритании и Канаде).

## История создания
Fall Out Boy сформировалась недалеко от Чикаго, штат Иллинойс, в 2001 году. Группа дебютировала с самоизданным демо в том же году, а в 2002 году выпустила сплит EP с Project Rocket при участии звукозаписывающей компании Uprising Records. Первый мини-альбом Fall Out Boy’s Evening Out with Your Girlfriend был записан в 2002 году, но выпущен в 2003 году Uprising против желания группы. Оба релиза помогли Fall Out Boy завоевать известность в Интернете и внимание звукозаписывающих лейблов. Группа подписала контракт с инди-лейблом Fueled by Ramen и получила аванс от крупного лейбла Island Records, который финансировал производство Take This to Your Grave. Альбом стал андеграундным успехом и помог группе завоевать преданную фан-базу. Fall Out Boy вернулся в студию в ноябре 2004 года, чтобы начать работу над новым релизом.
Но к февралю 2005 году напряжение участников группы достигло пика, а переживания Венца по поводу записи альбома вылились в попытку самоубийства. Он объяснял своё состояние так: «Это было ошеломляюще. Я был либо полностью взволнован, либо полностью подавлен. Это особенно тревожит, когда вы находитесь на пороге того, чтобы сделать либо что-то грандиозное, либо полностью провалиться. Меня мучила неуверенность в себе». После прохождения терапии Венц вернулся в группу и отправился в Калифорнию, в Бербанк, чтобы приступить к записи альбома. Такое длительное пребывание в Калифорнии стало первым подобным опытом в истории участников группы. Всё это время они жили в съёмной квартире, которую для них арендовала звукозаписывающая компания. В отличие от записи предыдущих альбомов, в том числе Take This to Your Grave, где группа была крайне ограничена во времени, для работы над From Under the Cork Tree музыканты могли позволить себе более размеренный темп.
Этот альбом стал первым в истории Fall Out Boy, где Стамп отвечал за музыку, а Венц написал все тексты, продолжая метод, использованный при создании некоторых композиций Take This to Your Grave. Стамп отмечал, что в этот раз рабочий процесс был гораздо более «гладким», так как каждый участник мог сосредоточиться на своих индивидуальных сильных сторонах. Он объяснял: «У нас не было ни одного такого момента, когда я играю музыку, а он говорит: „Мне это не нравится“, или он читает мне тексты, и я говорю: „Мне не нравятся эти тексты“. Всё было очень естественно и весело». Несмотря на это, группа испытывала большие трудности с созданием желаемого звучания для альбома, постоянно сомневаясь в новом материале. За две недели до начала сессий записи группа отказалась от десяти песен и написала ещё восемь, в том числе первый сингл с альбома «Sugar, We’re Goin Down».
Сама композиция «Sugar, We’re Goin Down» изначально была забракована руководством лейбла, но группе удалось её спасти. Венц вспоминал: «Нам озвучили, что припев слишком многословный, а гитары слишком тяжёлые, и что радио не возьмёт такую песню в ротацию». Island Records также вмешались, когда группа захотела назвать первый трек альбома «My Name Is David Ruffin And These Are The Temptations». Венц заявил: "Наш лейбл сказал: «На вас подадут в суд за это», а наш адвокат подтвердил: «На вас определённо подадут в суд за это». Это был бы полный отстой. Поэтому мы сказали: «Хорошо, почему бы нам не увековечить тебя в названии этого трека?» И группа изменила название на «Our Lawyer Made Us Change the Name of This Song So We Won’t Get Sued».

### Музыка
Музыка для композиций From Under the Cork Tree была написана Стампом. Описывая стиль релиза, он отмечал, что группа «довольно много экспериментировала со всевозможными вещами: немного металла, немного фолка, немного R&B. Но, в конечном счете, твоя группа звучит как твоя группа. Можно смешивать стили, добавлять новое звучание, но это все равно будем мы». Нияз Пирани из Orange County Register описал композицию «Dance, Dance» как «встречу поп-панка со свинг-танцевальным-величием». Критики описали стиль альбома как поп-панк и эмо.

### Текст
В более ранних работах над текстами песен Стамп и Венц работали вместе. Но для «From Under the Cork Tree» и последующих альбомов Венц писал тексты самостоятельно. Он описывал их как «более интроспективные», нежели предыдущие. «Take This To Your Grave был очень реакционным», — говорил он. — «Это тот период, когда в своих проблемах винишь других людей. Но взрослея и, раз за разом оказываясь в одной и той же ситуации, задаёшься вопросом — не являешься ли ты сам причиной происходящего. И тексты нового альбома — это тревога и депрессивные мысли, сопровождающие попытки осмысленно взглянуть на свою собственную жизнь». Также, описывая свои тексты, Венц добавлял: «Вот где мы будем через год, и это то, что вы будете говорить о нас». Смысл композиции «I’ve Got a Dark Alley and a Bad Idea that Says You Should Shut Your Mouth (Summer Song)» он описал как «смотреться в зеркало и не чувствовать себя в безопасности в собственной шкуре».
По словам Венца, группа хотела создать альбом, который был бы «намного более проработанным». «Когда мы работали над альбомом „Take This to Your Grave“, то были очень молоды и неопытны. У нас было всего две недели, чтобы записать его. И это было похоже на наш единственный шанс. В этот раз у нас было больше времени и возможностей, чтобы все спланировать, чтобы поработать над музыкой и текстами, заставить их звучать. Для нас это — бой, но мы не писали альбом, который бы его провоцировал. Он много значит для нас, но, возможно, ничего не значит для людей, которые рекламируют нас как следующих суперзвёзд. И это прекрасно. Мы не хотим быть спасителями чего бы то ни было — мы просто хотим быть самими собой. Мы записали пластинку, которая нам действительно нравится, и это всё, чего мы когда-либо хотели. Fall Out Boy никогда не были озабочены целями или амбициями. Мы начинали просто ради забавы, и теперь это превратилось в нечто грандиозное». В 2007 году выяснилось, что группа достигла внесудебного соглашения с вокалистом American Nightmare Уэсли Эйсолдом в деле об использовании его стихотворений в некоторых песнях из альбомов «From Under the Cork Tree» и «Infinity on High». Соглашение привело к тому, что в будущих изданиях обоих альбомов было указано имя Эйсолда.

## Об альбоме
В целом «From Under the Cork Tree» получил достаточно положительных отзывов. Джонни Лофтус из AllMusic в доброжелательном тоне писал: «В музыкальном плане первые пять треков безжалостны, с острыми, как бритва, мелодиями, которые кажутся знакомыми, но в то же время звучат совершенно уникально. Эти сочные аккорды из „Of All the Gin Joins in All the World“ возбуждают больше, чем любой другой альбом Jimmy Eat World за всю историю; паузы в „Sugar, We’re Going Down“ — это триумф кувыркающихся слов; а вступительный трек иронично размышляет о популярных ток-шоу. Более того, вступление композиции Fall Out Boy „Sophomore Slump or Comeback of the Year“ просто не может остаться незамеченным летом 2005 года. „Мы — терапевты, звучащие из колонок /говорящие именно то, что вы хотите услышать“, — поют они. Очевидно, пришло время принять нашего внутреннего ребёнка». Entertainment Weekly поставил альбому оценку B+ в одной из своих коротких рецензий и назвал его «Бодрым поп-панком, ориентированным на аудиторию Warped Tour. И если вас не зацепят заразительные композиции, то это сделают язвительные названия треков».
Однако ряд рецензентов подверг группу неоднозначной критике за то, что они лишь одни из представителей весьма насыщенной попк-панк сцены. В обзоре Rolling Stone альбом получил 3 звезды из 5, хоть и с достаточно обнадёживающим вердиктом: «…Талант FOB к созданию грандиозных, возвышенных гимнов проявляется в полную силу: даже с его безумными, непостижимыми текстами „Sugar, We’re Goin Down“, вероятно, всё ещё будет звучать по радио десять лет спустя». Музыкальный критик Роберт Кристгау в своём обзоре поставил альбому оценку C+, дополнив, что «эти парни с обложек Warped Tour не ужасны, но бывают ли они когда-нибудь обычными? Только их звукозаписывающая компания могла бы сказать, что эмоциональный вокал, драматическая динамика, темп поп-панка, а не все эти запоминающиеся мелодии, на самом деле дополняют их собственное звучание». IGN очень негативно отозвался об альбоме, поставив ему 3,6 балла из 10, со следующей рецензией: «Где-то должен был начаться поп-панк, после дождика в четверг; Fall Out Boy — просто ещё одно дополнение обширной сцене, трещащей по швам… Ничто из „From Under the Cork Tree“ не привлечёт вашего внимания, за исключением названий песен — „Наш адвокат заставил нас сменить название этой песни, чтобы на нас не подали в суд“ (англ. "Our Lawyer Made Us Change The Name Of This Song So We Wouldn't Get Sued"). Но в магазинах читать надписи на компакт-дисках можно и бесплатно».
В 2016 году журнал Rolling Stone включил «From Under the Cork Tree» в число «40 величайших эмо-альбомов всех времен», а Бриттани Спанос написала, что «направление эмо-панка, поп-панка и самой поп-музыки изменилось с появлением „From Under the Cork Tree“, который превратил эту сцену в мейнстрим».

## Список композиций
| №                   | Название                                                                                     | Длительность |
| ------------------- | -------------------------------------------------------------------------------------------- | ------------ |
| 1.                  | «Our Lawyer Made Us Change the Name of This Song So We Wouldn't Get Sued»                    | 3:09         |
| 2.                  | «Of All the Gin Joints in All the World»                                                     | 3:11         |
| 3.                  | «Dance, Dance»                                                                               | 3:00         |
| 4.                  | «Sugar, We're Goin Down»                                                                     | 3:49         |
| 5.                  | «Nobody Puts Baby in the Corner»                                                             | 3:21         |
| 6.                  | «I've Got a Dark Alley and a Bad Idea That Says You Should Shut Your Mouth (Summer Song)»    | 3:11         |
| 7.                  | «7 Minutes in Heaven (Atavan Halen)»                                                         | 3:02         |
| 8.                  | «Sophomore Slump or Comeback of the Year»                                                    | 3:23         |
| 9.                  | «Champagne for My Real Friends, Real Pain for My Sham Friends»                               | 3:23         |
| 10.                 | «I Slept with Someone in Fall Out Boy and All I Got Was This Stupid Song Written About Me»   | 3:31         |
| 11.                 | «A Little Less Sixteen Candles, a Little More "Touch Me"»                                    | 2:49         |
| 12.                 | «Get Busy Living or Get Busy Dying (Do Your Part to Save the Scene and Stop Going to Shows)» | 3:27         |
| 13.                 | «XO»                                                                                         | 3:40         |
| Общая длительность: | Общая длительность:                                                                          | 44:00        |

### Ограниченное издание«Black Clouds and Underdogs»
14 марта 2006 года была выпущена отдельная версия альбома под названием From Under the Cork Tree (Limited «Black Clouds and Underdogs» edition). Он состоял в общей сложности из 18 треков, первые 13 из которых были оригинальным релизом. После переиздания альбом поднялся до 9-го места в Billboard 200, а на второй неделе достиг пика популярности. Три новые песни и два танцевальных ремикса представлены ниже и в таком порядке:
| №   | Название                                        | Длительность |
| --- | ----------------------------------------------- | ------------ |
| 14. | «Snitches and Talkers Get Stitches and Walkers» | 2:50         |
| 15. | «The Music or the Misery»                       | 3:28         |
| 16. | «My Heart Is the Worst Kind of Weapon» (Demo)   | 3:22         |
| 17. | «Sugar, We’re Goin Down» (Patrick Stump Remix)  | 4:00         |
| 18. | «Dance, Dance» (Lindbergh Palace Remix)         | 3:28         |
|     |                                                 | 60:08        |

В iTunes Store вышел аналогичный EP From Under the Cork Tree (Limited «Black Clouds and Underdogs» Edition), состоящий из 8 треков: вышеупомянутых 5, а также музыкальных клипов на «Sugar We’re Goin Down» и «Dance, Dance». Также на нём присутствовала версия «Sugar We’re Goin Down» в живом исполнении с концерта группы.
Ограниченная версия иногда продается вместе с обычным изданием под тем же названием.
Альбом был переиздан на виниле в январе 2013 года с бонусным треком «Black Clouds and Underdogs» тиражом в 1500 экземпляров и продавался эксклюзивно в Hot Topic.

## Участники записи

### Fall Out Boy
- Патрик Стамп — ведущий вокал, ритм-гитара, фортепиано в «Sugar, We’re Going Down»
- Пит Венц — бас-гитара, бэк-вокал, скриминг в треках 1, 8, 10, 12, 13, 14
- Джо Троман — соло-гитара, бэк-вокал
- Энди Хёрли — барабаны, перкуссия

### Приглашённые артисты
- Уильям Беккет (The Academy Is…) — вокал в «Sophomore Slump or Comeback of the Year»
- Брендон Ури (Panic! at the Disco) — бэк-вокал в «7 Minutes in Heaven (Atavan Halen)»
- Чед Гилберт (New Found Glory) — вокал в «I Slept With Someone in Fall Out Boy and All I Got Was This Stupid Song Written about Me»

### Дизайн
- Луис Марино — креативный директор
- Фрэнк Гарджуло — арт-директор и дизайн альбома

### Производство
- Нил Аврон — музыкальный продюсер, сведение треков: 1, 5, 6, 7, 9, 10,12,13
- Том Лорд-Элдж — сведение треков: 2, 3, 4, 8, 11
- Фемио Эрнандес — ассистент по сведению
- Брайан «Биг Басс» Гарднер — мастеринг
- Трэвис Хафф — Инженер Pro Tools
- Майк Фазано — барабанный техник
- Дэн Су — гитарный техник

### Менеджмент
- Боб Маклинн — менеджер Crush Music Media
- Эндрю Саймон — бронирование в САА
- Майк Маккой — юридическое управление
- Марейя Хайман — управление бизнесом для East Bay Business
- Роберт Стивенсон — A & R для Island Def Jam Music Group
- Джон Яник — A & R для Fueled By Ramen Records
- Эрик Вонг — маркетинг
- Тара Подольски и Эрика Боуэн — администрация A&R

### Другие
- Уэсли Айзолд — «вдохновитель»

## Коммерческие показатели
«From Under the Cork Tree» дебютировал на 9-м месте в американском чарте Billboard 200, достигнув показателя продаж 168 000 копий за первую неделю.
Этот альбом стал первым в творчестве группы, попавшим в топ-10, поскольку релиз 2003 года «Take This to Your Grave» не попал в топ-200. Продержавшись в чарте 78 недель, «Cork Tree» разошёлся тиражом более 2 миллионов копий в США и более семи миллионов по всему миру, что сделало его самым продаваемым альбомом Fall Out Boy. Он сертифицирован RIAA как дважды платиновый за тираж в два миллиона копий. На Рождество 2005 года альбом снова достиг своего пика популярности с 257 000 продаж, что стало второй по величине неделей продаж группы по состоянию на 2013 год. После выхода в 2007 году следующего альбома Fall Out Boy «Infinity on High», который дебютировал на № 1 в Billboard 200, «From Under the Cork Tree» вновь вошёл в Billboard 200 на 168-м месте с 5300 продаж. В начале 2015 года альбом вновь попал в Billboard 200 на 190-м месте в течение 78-й недели благодаря выходу альбома группы «American Beauty/American Psycho».
В чартах по итогам 2005 года" Cork Tree" занял 53-ю строчку в Billboard 200, 26-ю строчку в 2006 году, и 187-ю строчку в чарте по итогам десятилетия.

## Синглы
С этого альбома было выпущено три сингла: «Sugar, We’re Goin Down», «Dance, Dance» и «A Little Less Sixteen Candles, a Little More „Touch Me“». Первые два попали в струю мейнстрима и стали коммерчески успешными, а также открыли Fall Out Boy новой аудитории. Ведущий сингл «From Under the Cork Tree», «Sugar, We’re Goin Down», дебютировал в американском Billboard Hot 100 на 93-м месте, а одиннадцать недель спустя, в сентябре 2005 года, достиг 8-й строчки. Он провёл пять недель в топ-10 и 20 недель (пять месяцев) в топ-20, продержавшись в чарте в общей сложности 42 недели. Трек получил множество просмотров в эфире как альтернативных, так и поп-радиостанций, став хитом. Сингл добрался до 3-й строчки в чарте Alternative Songs Billboard. Видеоклип, снятый на эту композицию, был отмечен наградами MTV2, регулярно транслировался в музыкальных телевизионных программах. Это открыло группу более широкой аудитории и помогло им достичь большой популярности. В Великобритании «Sugar» также достиг 8-го места национального чарта и провел 21 неделю в топ-75. «Sugar, We’re Goin Down» разошёлся тиражом более двух миллионов копий в США в 2009 году, а позже был сертифицирован Американской ассоциацией звукозаписывающих компаний (RIAA) как четырежды платиновый, что означает продажу более четырёх миллионов копий. На сегодняшний день это самый продаваемый сингл группы.
Второй сингл с альбома, «Dance, Dance», также стал коммерчески успешным, заняв 9-ю строчку в чартах США в январе 2006 года и 8-ю строчку в Великобритании, став вторым хитом группы в топ-10 в обоих регионах. В США он провел 14 недель в топ-20 из 30 недель в чартах, получив платиновый сертификат RIAA за продажу миллиона экземпляров. «Dance, Dance» — стал самым успешным хитом Fall Out Boy на альтернативном радио, сумев достигнуть 2-го места в Billboard Alternative Songs. Он занял 35-ю строчку в национальном чарте Ирландии. Музыкальное видео на композицию «Dance, Dance» подарило Fall Out Boy награды «Выбор зрителя» и номинацию на «Лучшее видео группы» на MTV awards 2006, две премии Teen Choice Awards в номинации «Рок-группа» и «Сингл», а также помогло группе выиграть «People’s Choice: Лучшая иностранная группа» на канадской церемонии MuchMusic Video Awards.
«A Little Less Sixteen Candles, a Little More „Touch Me“», третий и последний сингл альбома, был гораздо менее популярен, чем первые два сингла «Cork Tree», но сумел достичь 65-й строчки в Hot 100. Он продержался в чарте 13 недель. В Billboard Alternative Songs он добрался до 38-й строчки. В Великобритании «Sixteen Candles» достиг 38-й строчки в чарте синглов. Изначально группа рассматривала варианты для третьего сингла между «A Little Less Sixteen Candles…» и «Sophomore Slump or Comeback of the Year» и остановила выбор на первом варианте.